# Synagoga w Karlowych Warach
Synagoga w Karlowych Warach (cz. Synagoga v Karlových Varech), zwana także Tempel – nieistniejąca synagoga, która znajdowała się w Karlovych Warach w Czechach, przy ulicy Sadova třída.
W 1847 roku wystawiono dla żydowskich gości uzdrowiska niewielki murowany domek, który służył jako sala modlitewna.
Nową synagogę w stylu eklektycznym według projektu architekta Adolfa Wolffa ze Stuttgartu wzniesiono w latach 1875–1877. Budowla miała 36 metrów długości, 22 metrów szerokości i 40 metrów wysokości. Na szczycie znajdowała się 1 duża i 2 małe kopuły. Wnętrze mogło pomieścić 1200 osób. Koszty budowy wyniosły 155 tys. florenów. W 1938 roku synagoga została spalona przez niemieckich okupantów, a następnie zburzona.